# 渡辺博道
渡辺 博道（わたなべ ひろみち、1950年〈昭和25年〉8月3日 - ）は、日本の政治家。
復興大臣（第9・15代）、経済産業副大臣（第1次安倍内閣）、内閣府大臣政務官（第1次小泉内閣）、衆議院原子力問題調査特別委員長、同北朝鮮による拉致問題等に関する特別委員長、同地方創生に関する特別委員長、同厚生労働委員長、同科学技術・イノベーション推進特別委員長、同総務委員長、衆議院議員（8期）、千葉県議会議員、自由民主党経理局長、同政務調査会副会長を歴任した。

## 来歴

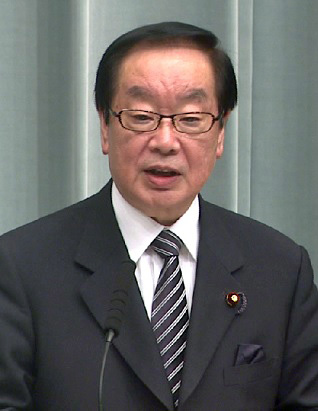
2018年2月、第4次安倍第1次改造内閣での復興大臣就任時の会見にて

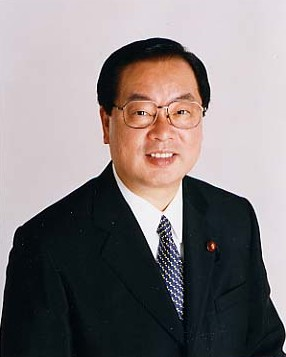
内閣府大臣政務官時代の渡辺

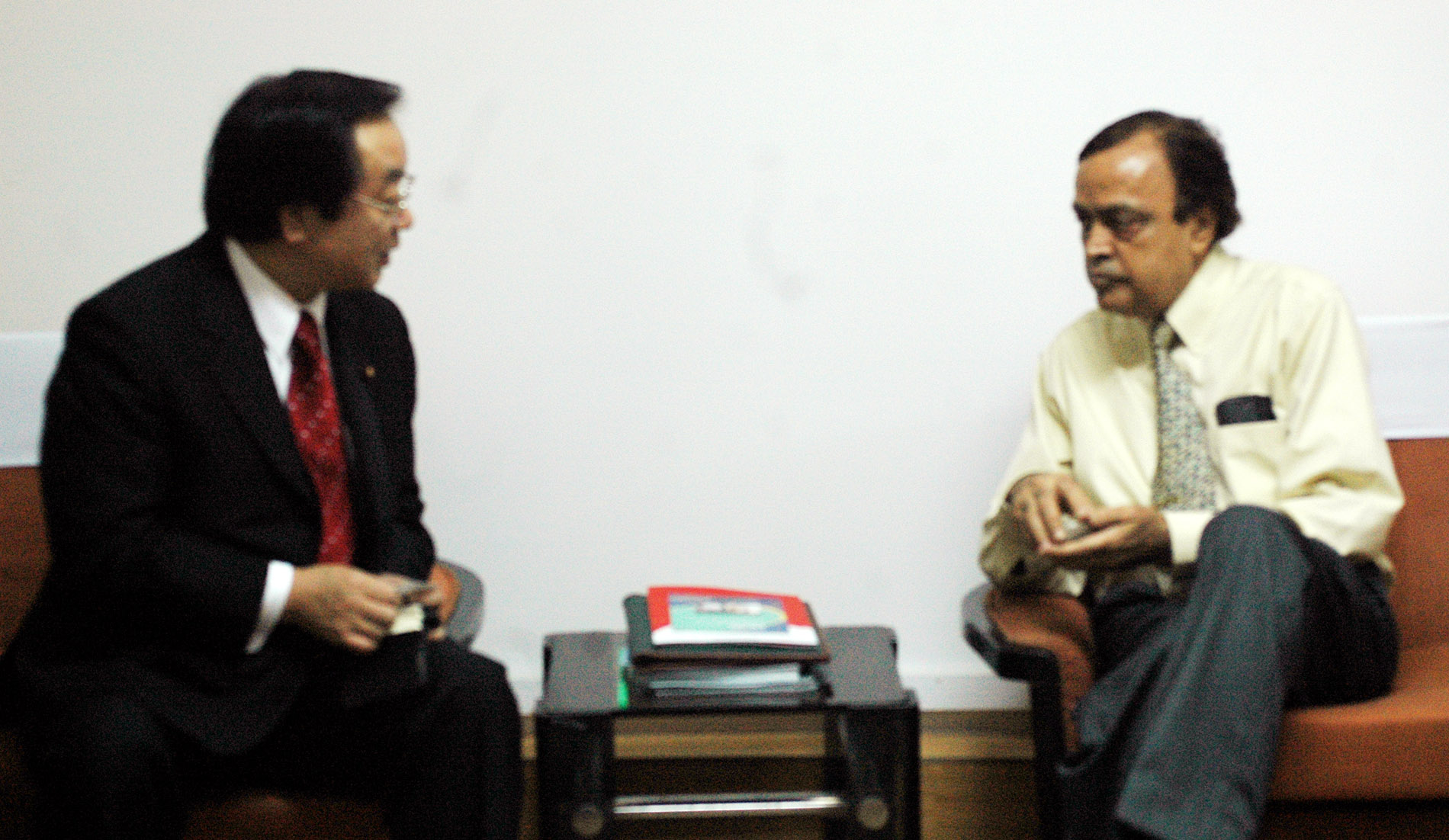
2006年、ニューデリーにて（左が渡辺)

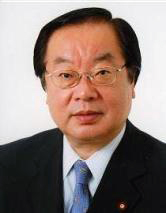
経済産業副大臣時代の渡辺

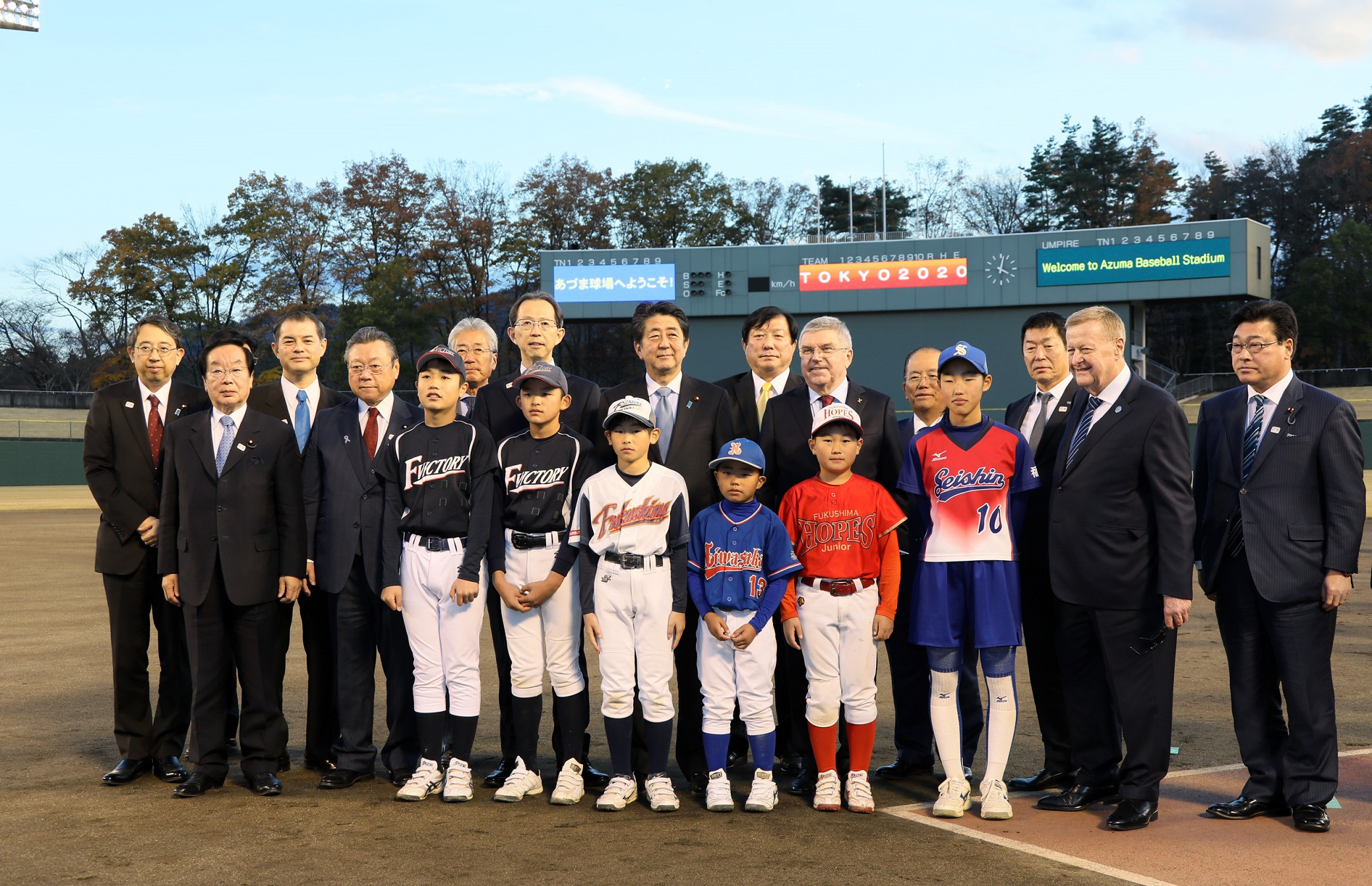
2018年11月、福島市のあづま球場にて（左から2番目）

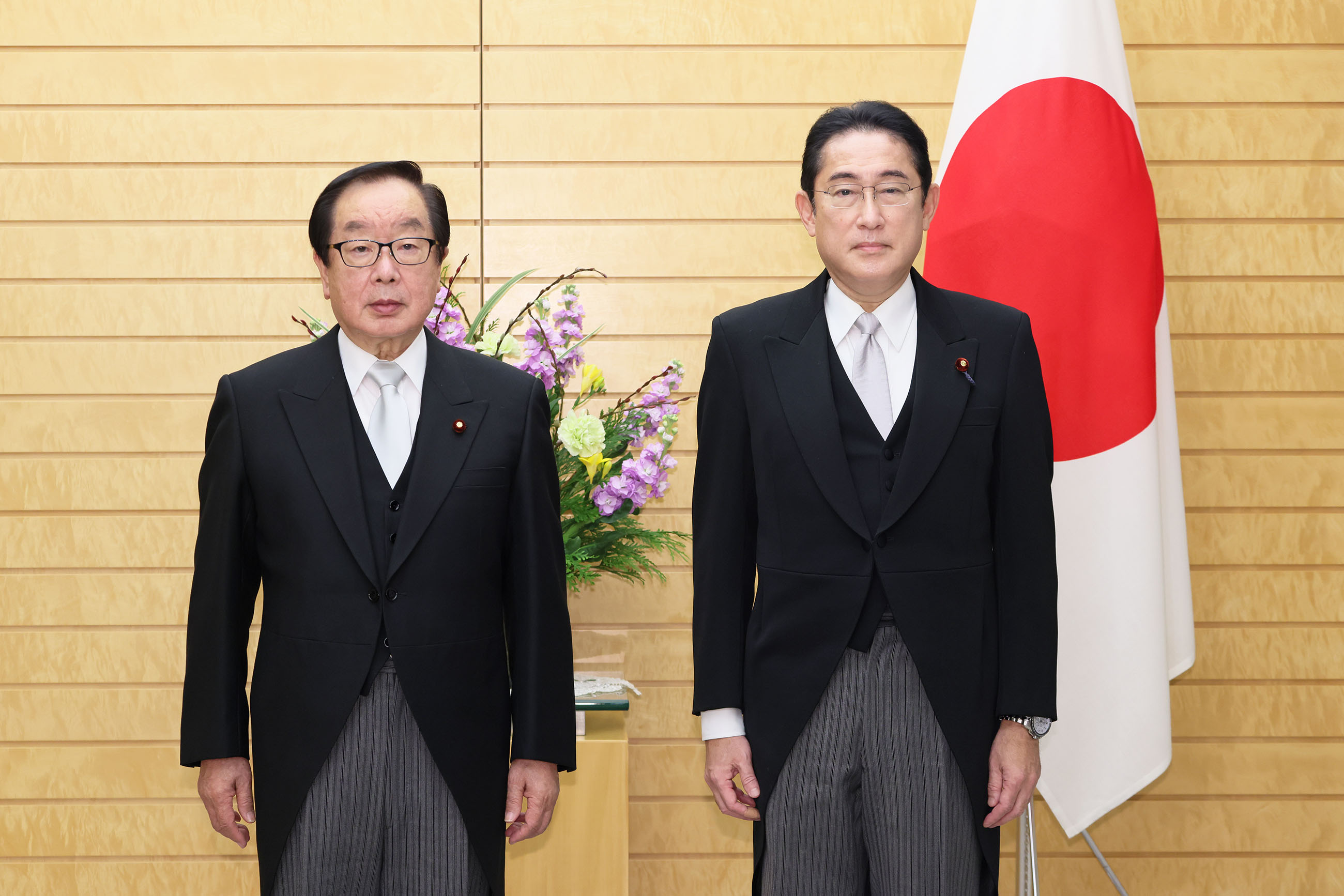
2022年12月、第2次岸田改造内閣での復興大臣就任時に内閣総理大臣岸田文雄と

千葉県松戸市生まれ。千葉県立東葛飾高等学校、早稲田大学法学部卒業。明治大学大学院法学研究科（労働法専攻）修士課程修了。松戸市役所入庁後、渡辺交通社長を経て、千葉県議会議員を務める。
1996年の第41回衆議院議員総選挙では自民党から初当選。2000年の第42回衆議院議員総選挙では井奥貞雄とのコスタリカ方式で比例区に回り当選するも、井奥が落選。2003年の第43回衆議院議員総選挙では、小選挙区に戻り生方幸夫に敗れるも比例復活。2005年の第44回衆議院議員総選挙では、生方を破り小選挙区で当選する。2009年の第45回衆議院議員総選挙では生方に大差で敗れて比例復活もかなわず落選するが、2012年の第46回衆議院議員総選挙で当選し3年ぶりに国政復帰。2014年の第47回衆議院議員総選挙で6選。2017年の第48回衆議院議員総選挙で7選。
2018年10月2日、第4次安倍改造内閣において復興大臣として初入閣。2019年6月、自民党千葉県連会長に就任。同年9月11日、第4次安倍第二次改造内閣発足に伴い退任。
2021年3月21日、千葉県知事選挙で自民党千葉県連が推薦した候補が落選した責任を取り、県連会長を辞任。
同年10月31日、第49回衆議院議員選挙で8選。
2022年12月27日、政治資金等の問題で辞任した秋葉賢也の後任として復興大臣として再入閣。
2024年9月27日に行われた自民党総裁選挙において、1回目の投票は茂木敏充に投じた。得票数1位の高市早苗と2位の石破茂が進んだ決選投票については、千葉日報の取材に対し、投票先を公表しなかった。
2024年10月27日、第50回衆議院議員総選挙では千葉6区で立憲民主党の安藤淳子に僅差で敗れ、党の内規である73歳定年制により比例名簿非登載であったため落選した。

## 政策・主張

### 憲法問題
- 憲法改正について、2017年、2021年のアンケートで「賛成」と回答[9][10]。
- 改正すべき項目として「自衛隊の保持を明記する」「集団的自衛権の保持を明記する」「環境権に関する条項を新設する」「家族の尊重や家族間の相互扶助に関する条項を新設する」「憲法改正 の発議 要件を各院の過半数にする」「緊急事態に関する条項を新設する」と主張[11]。
- 憲法9条への自衛隊の明記について、2021年のアンケートで「賛成」と回答[12]。
- 安全保障関連法の成立について、2017年のアンケートで「評価する」と回答[9]。

### ジェンダー問題
- 選択的夫婦別姓制度の導入について、2014年のアンケートでは「どちらかといえば反対」と回答[13]。2017年のアンケートでは回答しなかった[9]。2021年のアンケートでは「反対」と回答[10]。
- 同性婚を可能とする法改正について、2021年の朝日新聞社のアンケートで「反対」と回答[10]。
- 「LGBTなど性的少数者をめぐる理解増進法案を早期に成立させるべきか」との問題提起に対し、「どちらかといえば反対」と回答[10]。
- クオータ制の導入について、2021年のアンケートで回答しなかった[12]。

### 復興大臣として
- 2019年7月25日、東日本大震災の津波で全壊した岩手県久慈市の地下水族科学館「もぐらんぴあ」の再建に貢献したとして、タレントで東京海洋大学客員准教授のさかなクンに感謝状を贈呈した[14]。
- 東京電力福島第一原子力発電所事故による風評被害対策関連の会合に出席し、世界貿易機関の上級委員会が韓国による福島県など8県産の水産物輸入禁止措置を不当とした「1審」の紛争処理小委員会（パネル）の判断を破棄したことに関して「諸外国・地域の輸入規制の撤廃に向け、首脳・閣僚等ハイレベルのみならず、草の根からの働きかけを行う」と述べ、引き続き風評被害を払拭するよう取り組む決意を示した[15]。

### その他
- 原子力発電への依存度について、2021年のアンケートで「現状を維持すべき」と回答[12]。
- アベノミクスについて、2017年のアンケートで「評価する」と回答[9]。
- 安倍内閣による森友学園問題・加計学園問題への対応について、2017年のアンケートで「どちらかといえば評価する」と回答[9]。
- 軽減税率の導入に賛成。
- 村山談話・河野談話を見直すべき[16]。
- 1996年に国会議員に初当選する以前の1994年から保護司を務めており、その経験から「更生保護を考える議員の会」や自民党政務調査会の中にある「再生防止推進特別委員会」を通じて、保護司をはじめとする民間の更生保護活動の環境整備に取り組んでいる[17]。

## 人物

### ミャンマーとの関係
- 2022年8月11日、クーデターでミャンマーの全権を掌握した国軍総司令官のミン・アウン・フラインと首都ネピドーで会談。ミャンマーの国営テレビは「日本とミャンマーの関係強化や、投資の促進などについて話し合った」と報じた[18][19]。
- 2022年12月25日、首都ネピドーで、日本ミャンマー文化産業振興協会（JMCIPA）から寄贈された桜の苗木の植樹式が開催。渡辺は協会関係者とともに植樹式に出席した[20]。

### 政治資金規正法違反疑惑
政治団体「全友会」から30万円の寄付を受け取ったにもかかわらず、政治資金収支報告書に記載しておらず、政治資金規正法違反（不記載）の疑いがあることを2023年1月7日に週刊文春が報じた。政治資金規正法では、政治資金パーティは20万円、寄附は年間5万円を超えた場合、収支報告書への記載が義務づけられている。2021年に全友会は渡辺が支部長の「自民党千葉県第六選挙区政治支部」に30万円の寄附をしていたが、同支部の収支報告書には、30万円の記述はなかった。

### その他
- 渡辺と共に第4次安倍改造内閣で五輪担当大臣として初入閣した桜田義孝とは選挙区が隣同士のほか、かつては桜田も渡辺と同じ派閥に所属していたり、東葛飾高校の出身で千葉県議会議員であったなど、共通点が多い。また、桜田が自民党千葉県連会長を退任した際、後任として就任した。
- 初当選同期でもある望月義夫元環境大臣とは顔が似ていると一部の間で話題であり、テレビ番組で検証VTRが撮られるほどである[22]。同じく渡辺と初当選同期である松本純元国家公安委員長によると、総務委員長在任時の渡辺は「望月委員長！」と呼ばれることもあったという[23]。「実は渡辺委員長と望月義夫（静岡4区選出）先生がそっくりなため、どっちがどっちか分からない。そんなことから、冷やかし のヤジが飛ぶのです。お二人とも穏やかな優しい紳士ですから、何を言われてもニコニコ。たいしたもんです。」とのこと。
- 衆議院厚生労働委員長在任中の2015年6月に改正労働者派遣法の審議で野党議員ともみ合いになり、首にコルセットをして国会に出席した姿がニュースになった[24]。
- 渡辺の次に復興大臣に就任した田中和徳も渡辺と同じく保護司を務めており、秋葉賢也らとともに『世界の刑務所を訪ねて～犯罪のない社会づくり～』を上梓した[25]。

## 所属団体・議員連盟
- 時代に適した風営法を求める議員連盟（パチンコ議連）
- 自民党たばこ議員連盟[26]
- 日本会議国会議員懇談会[27]
- 神道政治連盟国会議員懇談会[27]
- みんなで靖国神社に参拝する国会議員の会[27]
- 日本の前途と歴史教育を考える若手議員の会（事務局次長）
- 平和を願い真の国益を考え靖国神社参拝を支持する若手国会議員の会
- TPP交渉における国益を守り抜く会
- 日本の尊厳と国益を護る会[28]
- 日中友好文化交流促進協会（理事）[29]
- 全ての女性の安心・安全と女子スポーツの公平性を守る議員連盟（副代表）[30]

## 著書
- 世界の刑務所を訪ねて～犯罪のない社会づくり～　小学館新書 2020

## 選挙歴
| 当落 | 選挙                     | 執行日         | 年齢 | 選挙区             | 政党       | 得票数     | 得票率 | 定数 | 得票順位 /候補者数 | 政党内比例順位 /政党当選者数 |
| ---- | ------------------------ | -------------- | ---- | ------------------ | ---------- | ---------- | ------ | ---- | ------------------ | ---------------------------- |
| 当   | 1995年千葉県議会議員選挙 | 1995年4月      | 44   | 松戸市             |            |            |        |      | /                  | /                            |
| 当   | 第41回衆議院議員総選挙   | 1996年10月20日 | 46   | 千葉県第6区        | 自由民主党 | 6万801票   | 39.22% | 1    | 1/4                | /                            |
| 当   | 第42回衆議院議員総選挙   | 2000年06月25日 | 50   | 比例南関東ブロック | 自由民主党 | ーー票     | ーー   | 21   | /                  | 2/5                          |
| 比当 | 第43回衆議院議員総選挙   | 2003年11月09日 | 53   | 千葉県第6区        | 自由民主党 | 7万9161票  | 44.07% | 1    | 2/3                | 7/8                          |
| 当   | 第44回衆議院議員総選挙   | 2005年09月11日 | 55   | 千葉県第6区        | 自由民主党 | 11万2397票 | 52.93% | 1    | 1/3                | /                            |
| 落   | 第45回衆議院議員総選挙   | 2009年08月30日 | 59   | 千葉県第6区        | 自由民主党 | 7万2401票  | 33.03% | 1    | 2/6                | 17/6                         |
| 当   | 第46回衆議院議員総選挙   | 2012年12月16日 | 62   | 千葉県第6区        | 自由民主党 | 6万9689票  | 35.38% | 1    | 1/6                | /                            |
| 当   | 第47回衆議院議員総選挙   | 2014年12月14日 | 64   | 千葉県第6区        | 自由民主党 | 7万7066票  | 45.87% | 1    | 1/4                | /                            |
| 当   | 第48回衆議院議員総選挙   | 2017年10月22日 | 67   | 千葉県第6区        | 自由民主党 | 7万6323票  | 43.50% | 1    | 1/4                | /                            |
| 当   | 第49回衆議院議員総選挙   | 2021年10月31日 | 71   | 千葉県第6区        | 自由民主党 | 8万764票   | 42.48% | 1    | 1/4                | /                            |
| 落   | 第50回衆議院議員総選挙   | 2024年10月27日 | 74   | 千葉県第6区        | 自由民主党 | 7万215票   | 33.78% | 1    | 2/6                | /                            |